# Squadra irlandese di Coppa Davis
La squadra irlandese di Coppa Davis rappresenta l'isola di Irlanda nella Coppa Davis, ed è posta sotto l'egida dalla Tennis Ireland. Essa rappresenta l'intera isola, quindi anche i nordirlandesi sono selezionabili per questa squadra.
La squadra partecipa alla competizione dal 1923, e attualmente è inclusa nel Gruppo III della zona Euro-Africana. Ha partecipato una sola volta nella sua storia al Gruppo Mondiale, venendo però eliminata al primo turno a Reggio Calabria dall'Italia per 3-2.

## Organico 2013
Vengono di seguito illustrati i convocati per ogni singolo turno della Coppa Davis 2013. A sinistra dei nomi la nazione affrontata e il risultato finale. Fra parentesi accanto ai nomi, il ranking del giocatore nel momento della disputa degli incontri (la "d" indica che il ranking corrisponde alla specialità del doppio).
| Gruppo II - Primo turno | Gruppo II - Primo turno                                                    |
| Estonia (3-2)           | James McGee (342) Sam Barry (604) Colin O'Brien (fr*) James Cluskey (211d) |
| ----------------------- | -------------------------------------------------------------------------- |

| Gruppo II - Secondo turno | Gruppo II - Secondo turno                                                  |
| Finlandia (2-3)           | James McGee (276) Sam Barry (595) Daniel Glancy (854) Colin O'Brien (1004) |
| ------------------------- | -------------------------------------------------------------------------- |

- fr = Fuori Ranking